# Xavier Foj
Xavier Foj (nacido el 4 de noviembre de 1959 en Molins de Rey) es un piloto español.
Cuenta con 30 participaciones en el Rally Dakar. Su primera participación fue en 1994 como copiloto.  Tiene 9 podios y 2 victorias en clase T2 (coches de producción).

## Resultados
| Año                         | Categoría                   | Vehículo                    | Posición                    | Etapas                      |
| Participaciones como piloto | Participaciones como piloto | Participaciones como piloto | Participaciones como piloto | Participaciones como piloto |
| --------------------------- | --------------------------- | --------------------------- | --------------------------- | --------------------------- |
| 1997                        | Camiones                    | Mercedes Benz               | 17.º                        | -                           |
| 1998                        | Coches                      | Toyota                      | Ret.                        | -                           |
| 1999                        | Coches                      | Toyota                      | 21.º                        | -                           |
| 2000                        | Coches                      | Toyota                      | 32.º                        | -                           |
| 2001                        | Coches                      | Toyota                      | Ret.                        | -                           |
| 2002                        | Coches                      | Toyota                      | 26.º                        | -                           |
| 2003                        | Coches                      | Toyota                      | Ret.                        | -                           |
| 2004                        | Coches                      | Toyota                      | 33.º                        | -                           |
| 2005                        | Coches                      | Toyota                      | 34.º                        | -                           |
| 2006                        | Coches                      | Toyota                      | 28.º                        | -                           |
| 2007                        | Coches                      | Toyota                      | 51.º                        | -                           |
| 2009                        | Coches                      | Toyota                      | 16.º                        | -                           |
| 2010                        | Coches                      | Toyota                      | 23.º                        | -                           |
| 2011                        | Coches                      | Toyota                      | 18.º                        | -                           |
| 2012                        | Coches                      | Toyota                      | 21.º                        | -                           |
| 2013                        | Coches                      | Toyota                      | 27.º                        | -                           |
| 2014                        | Coches                      | Toyota                      | 34.º                        | -                           |
| 2015                        | Coches                      | Toyota                      | 52.º                        | -                           |
| 2016                        | Coches                      | Toyota                      | 34.º                        | -                           |
| 2017                        | Coches                      | Toyota                      | 29.º                        | -                           |
| 2018                        | Coches                      | Toyota                      | Ret.                        | -                           |
| 2019                        | Coches                      | Toyota                      | 36.º                        | -                           |
| 2020                        | Coches                      | Toyota                      | Ret.                        | -                           |
| 2022                        | T3 / Challenger             | Oryx                        | Ret.                        | -                           |
| 2023                        | T3 / Challenger             | Oryx                        | 21.º                        | -                           |
| 2024                        | T3 / Challenger             | Oryx                        | 18.º                        | -                           |
| 2025                        | T3 / Challenger             | Oryx                        | Ret.                        | -                           |
| Participaciones como piloto |                             |                             |                             |                             |
| 1994                        | Coches                      | Mercedes Benz               | 9.º                         | -                           |
| 1995                        | Camiones                    | Mercedes Benz               | 15.º                        | -                           |
| 1996                        | Coches                      | Mercedes Benz               | Ret.                        | -                           |
| Fuente:                     |                             |                             |                             |                             |